# EVE The Lost One
『EVE The Lost One』（イヴ・ザ・ロスト・ワン）は、イマジニアから発売されたゲームソフト。「EVEシリーズ」の2作目。
後に直木賞受賞作家となる桜庭一樹（名義は山田桜丸）による脚本。キャラクターデザイン・絵コンテ・作画に野口征恒。
1998年3月にセガサターン版、同年12月にPlayStation版（販売元はゲームビレッジ）がそれぞれ発売。その後、1999年7月にシーズウェアからWindows用ソフト『THE LOST ONE Last chapter of EVE』（ザ・ロスト・ワン・ラスト・チャプター・オブ・イヴ）というリメイク版が発売された。

## 概要
1作目『EVE burst error』の3年後が舞台。主に内調捜査官「桐野杏子」と謎の人物「SNAKE（スネーク）」の主人公を操作しストーリーを進めていくマルチサイトアドベンチャーゲームである。

## 登場人物
桐野 杏子
声：今井由香
内閣調査室に配属された新人調査員。
江国 雄二
声：陶山章央
水族館「ジェネシス･シーワールド」でアルバイトをしている高校。
見城 陽一
声：池田秀一
内閣調査室捜査官で杏子の先輩。
工藤 桂子
声：榊原良子
アルタイルコーポレーションの社長。
工藤 玲奈
声：宮村優子
工藤 桂子の娘で江国 雄二の幼馴染。
鈴田 夏海
声：天野由梨
ワールドインポートタワーにある展示場のコンパニオンで瀬野尾靖夫の恋人。
瀬野尾 靖夫
声：中原茂
元望月研究所の研究員。
桜把 浩治
声：置鮎龍太郎
アルタイルコーポレーションの社員。
坂井 綾乃
声：菊池志穂
「ジェネシス・ワールド」でアルバイトをしている女子大生。
望月 雅雄
声：野島昭生
望月生物学研究所所長で「ジェネシス･シーワールド」の管理者。
おばちゃん
声：水原リン
ワールドインポートタワーの蕎麦屋の従業員。
モニカ・セレッティ
声：折笠愛
喫茶店「CAFE POSE」に出入りする客。アメリカ国防省所属のエージェント。
マイナ
声：渕崎ゆり子
エルディアからの国費留学生。2年前の15歳の時に日本に派遣された。現在は喫茶店でバイトしながら大学に通っている。
ルカ
声：横尾まり
エルディアの下町にある宿屋「ルカンシェ」の女将。小さな宿屋だが彼女一人が切り盛りしている。明るくアバウトな性格だが正義感が強い。先祖代々バスキーヤ派という宗教の信者で、ロメオス大司教を中心とする旧体制派の支持者である。
デップ
声：宝亀克寿
アメリカ国防省の大佐。
ロメオス
声：小林清志
エルディアの最大宗派、バスキーヤ派の指導者。前国王の支持者である旧体制派の支持を得ている。プリシアとは互いに極端な政策を遂行できないよう、ストッパー的な役割を果たし合っている。
庭師
声：宝亀克寿
エルディア宮殿の庭師。中庭の整備を担当している。王宮の内部事情に詳しい。50歳。
天城 小次郎
声：子安武人
あまぎ探偵事務所の所長。
法条 まりな
声：岩男潤子
杏子、見城の指導教官。前作『EVE burst error』での事件以降、現場からは退いている。
氷室 恭子
声：松井菜桜子
あまぎ探偵事務所の従業員。
甲野 三郎
声：野沢那智
内閣調査室本部長で杏子、見城、まりなの上司。
香川 美純
声：渕崎ゆり子
内閣調査室所属の監査官。甲野の愛人。
桂木 弥生
声：本多知恵子
桂木探偵事務所の所長で、小次郎の恋人。
プリシア・レム・クライン
声：水谷優子
『EVE burst error』にて即位したエルディア王国女王。3年前の18歳の時にエルディアの女王となる。以来、国費留学生の派遣などの政策を打ち出し、母国の将来のため積極的に政治面から改革を進めている。彼女の発案による近代化政策によって、エルディアは急速な変貌を遂げている。その一方、近代化を急ぐことで他国からの過ぎた干渉を招いていると批判の声も多い。
御堂 真弥子
声：岡本麻弥
『EVE burst error』でEVEとして覚醒後、眠りに就いている。

## ノベライズ
- イヴ・ザ・ロストワン（山田桜丸、1998年4月、扶桑社、ISBN 4-594-02471-8）